# Charles de Tubières de Caylus
Ne doit pas être confondu avec son oncle Charles de Caylus, évêque d'Auxerre.
Pour les articles homonymes, voir Caylus.
Charles de Tubières Grimoard de Pestel de Lévis, chevalier puis marquis de Caylus, né en 1698 et mort le 12 mai 1750 à Saint-Pierre de la Martinique, est un officier de marine et administrateur colonial français du XVIIIe siècle. Chef d'escadre des armées navales, il termine sa carrière gouverneur de la Martinique et Gouverneur et Lieutenant général des Isles sous le Vent.

## Biographie

### Origines et famille
Charles de Tubières descend de la famille de Pestels, une famille noble française, originaire d'Auvergne et du Limousin; ainsi que de la famille de Grimoard, autre famille noble qui a fourni un grand nombre d'hommes d’Église et d'officiers supérieurs au royaume de France, le plus célèbre d'entre eux étant Guillaume de Grimoard (1310-1370), pape sous le nom d'Urbain V.
Charles de Tubières est le deuxième fils de Jean Anne de Tubières-Grimoard de Pestel de Lévis, comte de Caylus (v. 1665-1704) et de Marthe-Marguerite de Caylus (1671-1729), fille de marquis de Villette-Mursay, chef d'escadre (1686) et gouverneur du Bas-Poitou. Sa mère est également la nièce de Madame de Maintenon. 
Son frère ainé est Anne Claude de Caylus (1692-1765), archéologue, homme de lettres et graveur.

### Carrière dans la Marine royale
Il passe au service de terre et devient Colonel de l'infanterie, avant d'intégrer la Marine royale. Promu capitaine de vaisseau en 1727, il est nommé commandeur de l'ordre royal et militaire de Saint-Louis, lors de la promotion de 1740. 
Le 4 août 1741, alors qu'il commande une escadre de trois vaisseaux, il est attaqué par quatre vaisseaux anglais à l'entrée du détroit de Gibraltar, sous prétexte qu'ils ignoraient de quelle nation étaient les vaisseaux français ; après un combat assez rude, il les force à prendre le large. Dans ses Mémoires, le duc de Luynes écrit:

« On eut il y a trois ou quatre jours ici la relation d'un combat de M. le chevalier de Caylus contre les Anglois, aux environs du détroit de Gibraltar. M. de Caylus n'avoit que trois vaisseaux et les Anglois en avoient quatre ; l'affaire s'est passée de nuit, comme celle dont il a été parlé ci-dessus de quatre de nos vaisseaux contre six. M. de Pardaillan, capitaine de vaisseau, que nous avons vu ici gouverneur de M. de Penthièvre, a été tué du quatrième coup de canon; nous avons eu plusieurs blessés; les Anglois ont été fort maltraités et surtout un de leurs vaisseaux qui a été démâté. Les Anglois envoyèrent un officier le lendemain à M. de Caylus. M. de Caylus dit à l'officier qu'il ne savoit pas pourquoi il lui faisoit des excuses, qu'il n'étoit nullement fâché, que s'il avoit des excuses à faire, c'étoit au Roi. « Pour moi, ajouta t-il, je n'ai qu'à vous remercier, ceci a servi à égayer cette jeunesse que vous voyez et m'a donné occasion de connoitre ce qu'ils savoient faire; ils n'en seront que plus en état de combattre contre vous lorsque je le pourrai. » »

En 1744, le chevalier de Caylus, commandant une escadre de six vaisseaux en rade de Malte, fait donner une fête magnifique à l'occasion de la convalescence du Roi.
Il est nommé gouverneur de la Martinique entre 1744 et mai 1749 et Gouverneur et Lieutenant général des Isles sous le Vent (1745-1750). Il reçoit, lors de la promotion du 1er mars 1746 un brevet de chef d'escadre des armées navales. 
En 1749, il est député des États de la province de Languedoc pour la noblesse. Il meurt le 12 mai 1750 à Saint-Pierre de la Martinique, à l'âge de 52 ans environ. Il était un ami proche du comte de Maurepas, ministre de la Marine entre 1723 et 1749.

### Sources et bibliographie
- Michel Vergé-Franceschi, La Marine française au XVIIIe siècle : guerres, administration, exploration, Paris, SEDES, coll. « Regards sur l'histoire », 1996, 451 p. (ISBN 2-7181-9503-7)
- Michel Vergé-Franceschi (dir.), Dictionnaire d'histoire maritime, Paris, éditions Robert Laffont, coll. « Bouquins », 2002, 1508 p. (ISBN 2-221-08751-8 et 2-221-09744-0, BNF 38825325)
- Théophraste Renaudot, Gazette de France, vol. 1, 1766 (lire en ligne), p. 322
- Charles Philippe d' Albert de Luynes, Mémoires du duc de Luynes sur la cour de Louis XV (1735-1758) (lire en ligne), p. 471